# Armenia (El Salvador)
Armenia (früher Guaymoco) ist ein Distrikt im Municipio Sonsonate Este in El Salvador im Departamento Sonsonate.
Es liegt im Nordosten von Sonsonate an der Grenze zu den Departamentos La Libertad und Santa Ana.

## Name
Es gibt zwei Deutungsversuche des Ortsnamens Guaymoco, auch Guaymucuz:
Pedro Geoffroy Rivas erklärt den Nawat-Namen Weymuku als „Ort der großen Steinigung“ aus den Nahuatl-Wurzeln huey (wey) „groß“, motla „steinigen“ und der Lokativendung -co (-ku).
Jorge Lardé y Larín führt dagegen den Nawat-Namen Waymuku als „Ort des Tempels der Frösche“ auf die Wurzeln guay (way) „Frosch“, mumuz, Kurzform mu „Tempel“ und die Lokativendung -co (-ku) zurück. Eine allgemein anerkannte Erklärung für den im 19. Jahrhundert erfundenen Namen Armenia gibt es nicht.

## Geschichte
Das alte Huaymoco (oder Hueymoco) war eine Gründung der Pipil, ebenso wie das auch im heutigen Municipio Armenia gelegene Miahuatlan. Um etwa 1200 kam die Gegend unter die Herrschaft von Cuzcatlan.
Der spanische Conquistador Pedro de Alvarado nahm am 6. Juni 1524 Miahuatlan ein. Nach Abschluss der Eroberung das Pipil-Reiches Cuzcatlan gehörte Guaymoco zur Alcaldía Mayor de Sonsonate. Die Pipil aus Miahuatlan und anderen Orten wurden in einem zentralen Ort angesiedelt, der seit 1576 unter dem Namen Guaymoco bzw. San Silvestre Guaymoco erwähnt wird. Hauptanbauprodukte waren Kakao, Bálsamo, Mais, Chili und Buschbohnen.
1770 lebten in Guaymoco nach Angaben des Pfarrers José Joaquín Castaneda 236 indigene Familien mit 790 Personen und 147 Ladino-Familien mit 710 Personen, zusammen gab es also 383 Familien und 1500 Einwohner. Diese sprachen als Muttersprache überwiegend Nawat (Pipil), daneben aber auch Spanisch.
1824 kam Guaymoco an das Departamento Sonsonate. Es hatte zu dieser Zeit 1609 Einwohner, 94 Häuser mit Dachziegeln und 151 mit Strohdächern.
1859 beschloss die Gemeinde, sich des indigenen Namens zu entledigen und benannte den Ort in San Silvestre Armenia um. Trotzdem wurde der alte Name noch eine Zeit lang weiter verwendet. 1885 wurde der alleinige Name Armenia (ohne Heiligenbezeichnung) gültig.
Bereits in der Mitte des 19. Jahrhunderts begannen einige Landbesitzer dem Kaffeeanbau.
Am 9. September 1919 erhielt Armenia unter Präsident Jorge Meléndez die Stadtrechte.

## Sehenswürdigkeiten
Im Gebiet des Municipio, südlich des Ortes Armenia, liegt der Berg Nanahuatzin. Hier gibt aus Ruinen aus der Zeit vor der spanischen Eroberung.
In der Gegend von Azacualpa westlich von Armenia liegen die Ruinen des Ortes Miahuatlán.

## Pipil-Kultur heute
Die Pipil-Sprache Nawat ist infolge der harten Unterdrückung seit dem Genozid an den Pipil 1932 praktisch ausgestorben. Die Schule Santa Teresa im Municipio Armenia beteiligt sich an einem Unterrichtsprojekt Nawat, das seit 2003 läuft.

## In Armenia geboren
- Consuelo de Saint-Exupéry  (1901–1979), Malerin, Bildhauerin und Autorin, Muse und dritte Ehefrau von Antoine de Saint-Exupéry